# Pfarrkirche Maria Waitschach

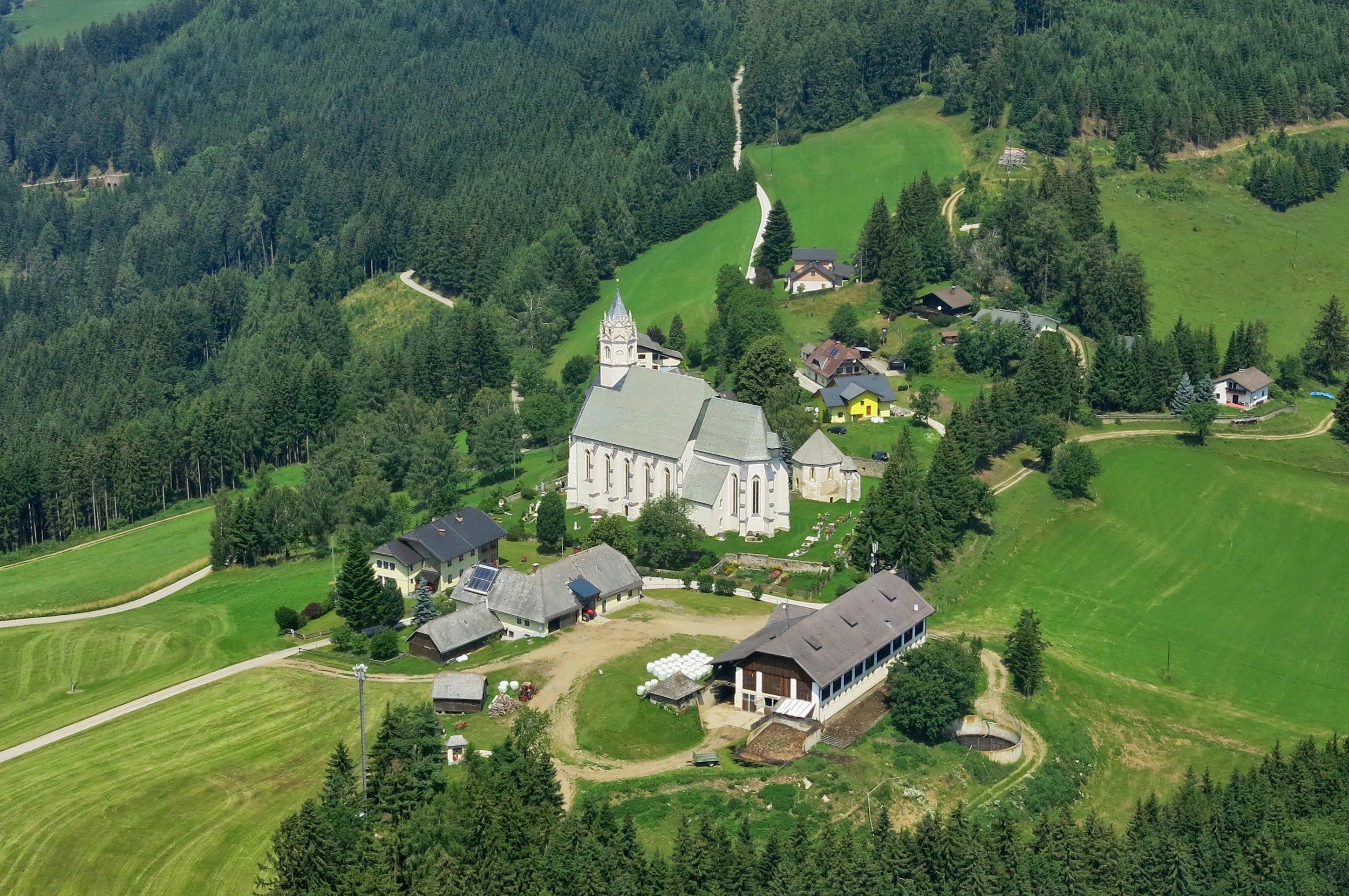
Maria Waitschach

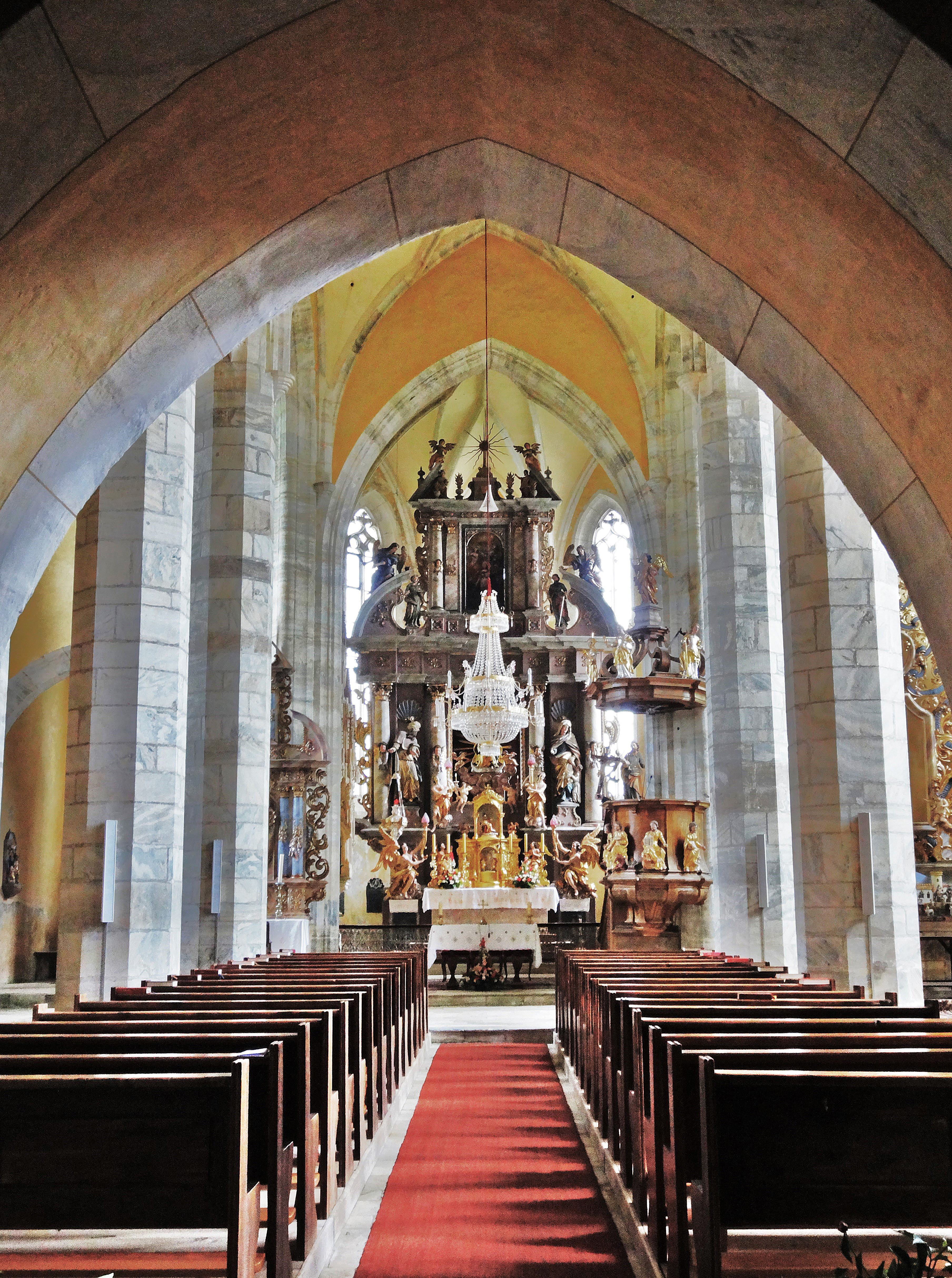
Blick zum Cor

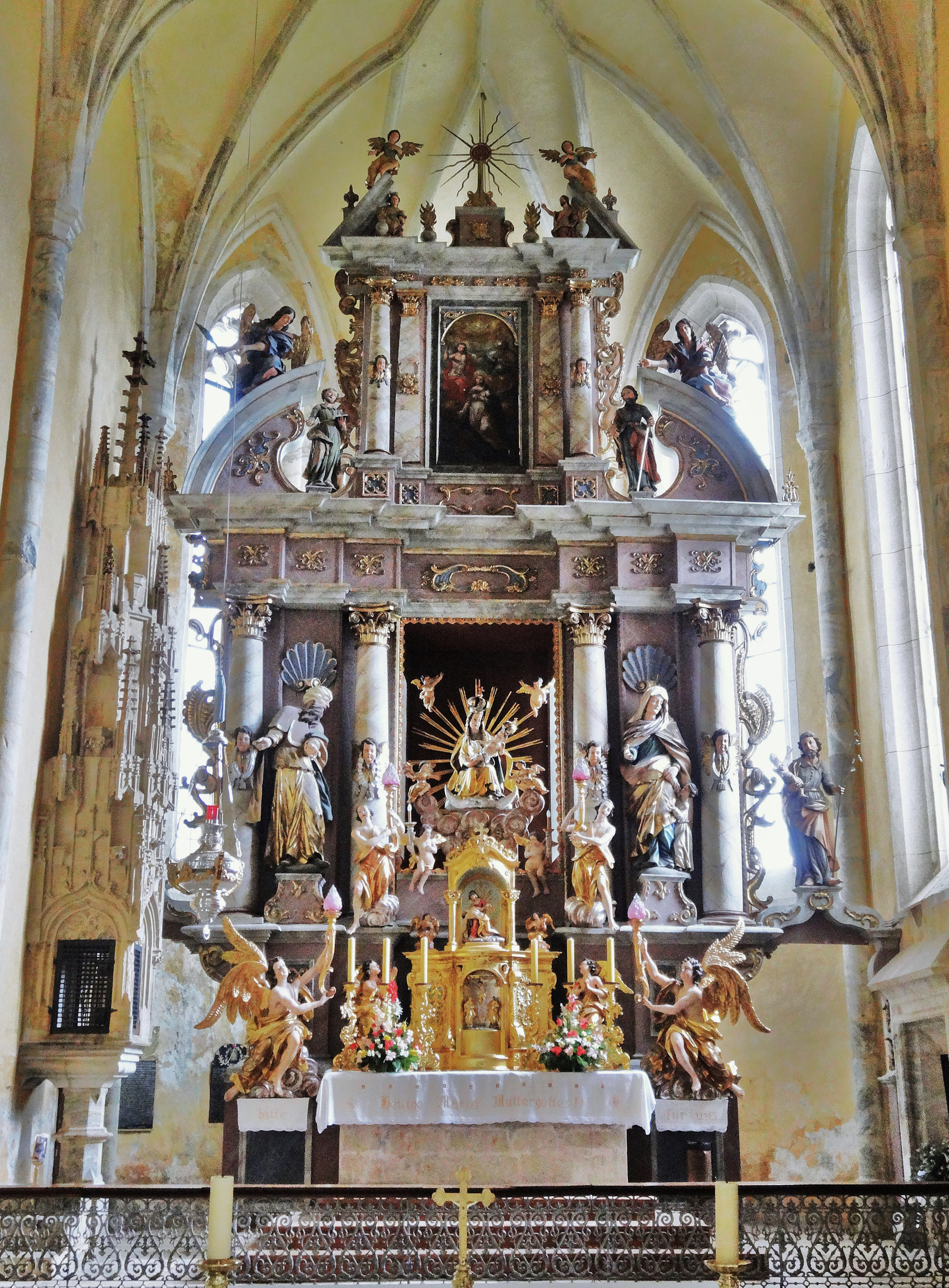
Der Hochaltar

Die Pfarr- und Wallfahrtskirche Maria Waitschach liegt weithin sichtbar auf 1134 m Höhe in der Ortschaft Waitschach in der Gemeinde Guttaring im Bezirk Sankt Veit an der Glan in Kärnten, gut fünf Kilometer nördlich des Gemeindehauptorts Guttaring und hoch über dem nur gut einen Kilometer nordöstlich entfernten Hüttenberg. Sie ist von den Ortschaften Guttaring und Hüttenberg aus jeweils über kurvenreiche Gemeindestraßen erreichbar.

## Geschichte
Als Initiator der Kirche wird Leonhard von Keutschach genannt, es gibt aber auch eine Legende, die einen Erzbischof von Salzburg nennt, der ein Gelöbnis für den Bau ablegte. Erstmals wird die Wallfahrtskirche „Weytschach“ am 2. November 1390 als Filiale von Guttaring erwähnt. Es wird aber vermutet, dass bereits zu früherer Zeit ein Heiligtum bestanden haben muss, denn der ehemalige Taufstein, ein Schalenstein, der sich vor der Kirche befindet, datiert aus wesentlich älteren Tagen. Der Sakralbau hatte eine wesentliche Funktion als Wehrkirche zum Schutz vor der Türkengefahr. Die Befestigungsanlagen sind heute noch deutlich sichtbar, verfallen aber zusehends. Die Kirche selbst und der Karner werden laufend restauriert.

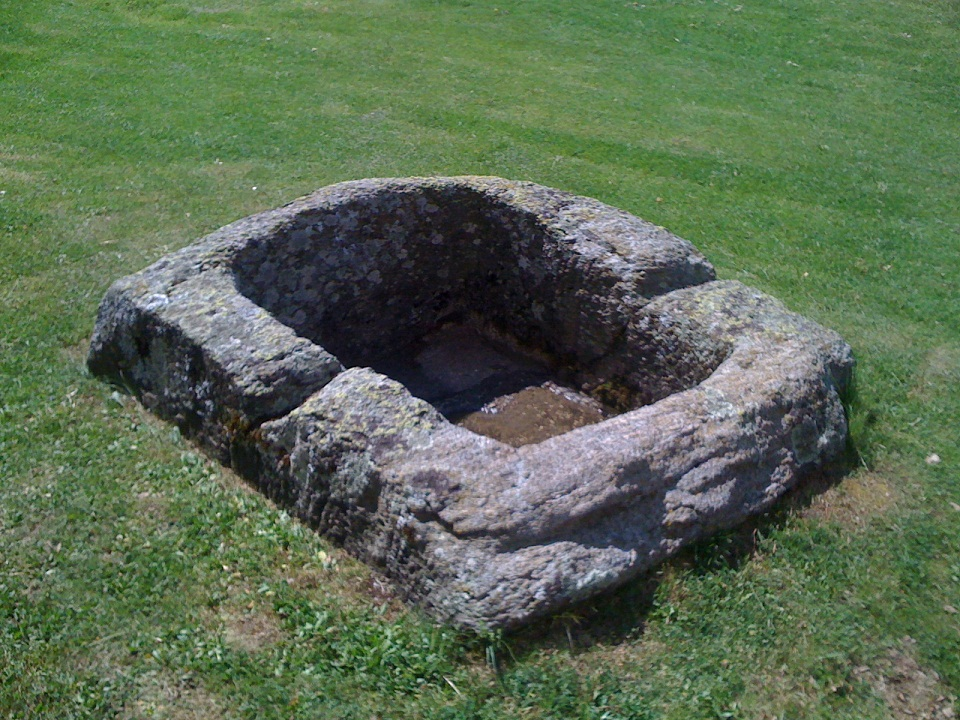
Der Taufstein vor der Kirche
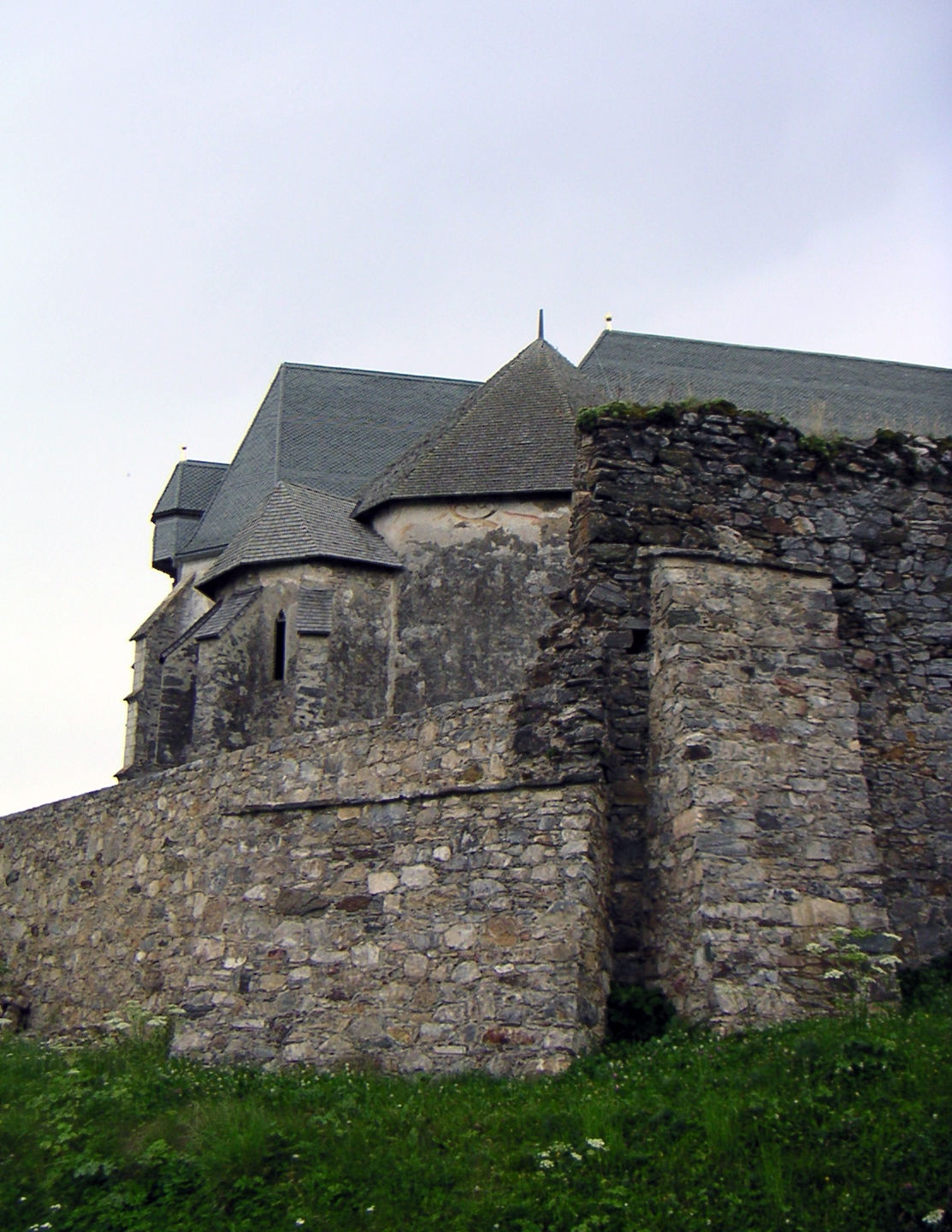
Befestigungsanlagen der ehemaligen Wehrkirche

## Bau
Der Baubeginn der Kirche war im Jahr 1447, was aus der Inschrift auf einem nördlichen Strebepfeiler zu ersehen ist. Sie präsentiert sich als fünfachsige spätgotische Hallenkirche mit achtseitigem, dachreiterartigem Turm. Charakteristisch für den Sakralbau ist in seiner Figuration dessen Netz-, Stern- und Kreuzrippengewölbe.

### Einrichtung
Der Hochaltar, ein zweigeschoßiger Säulenaltar gilt als einer der ältesten Barockaltäre Österreichs. Als Gnadenbild steht im Schrein eine gekrönte Madonnenstatue mit Kind im Strahlenkranz. Zu beiden Seiten die Eltern Marias, links Joachim, rechts Anna die kleine Maria an der Hand führend. Links des Hochaltars, an der Nordseite des Chores steht ein steinernes gotisches Sakramentshaus. An der Nordwand des Kirchenschiffes befindet sich ein sogenannter „Landschaftsaltar“ von 1626, mit der Darstellung Mariä Verkündigung. An der Südwand ist ein Gemälde des Jüngsten Gerichtes angebracht.

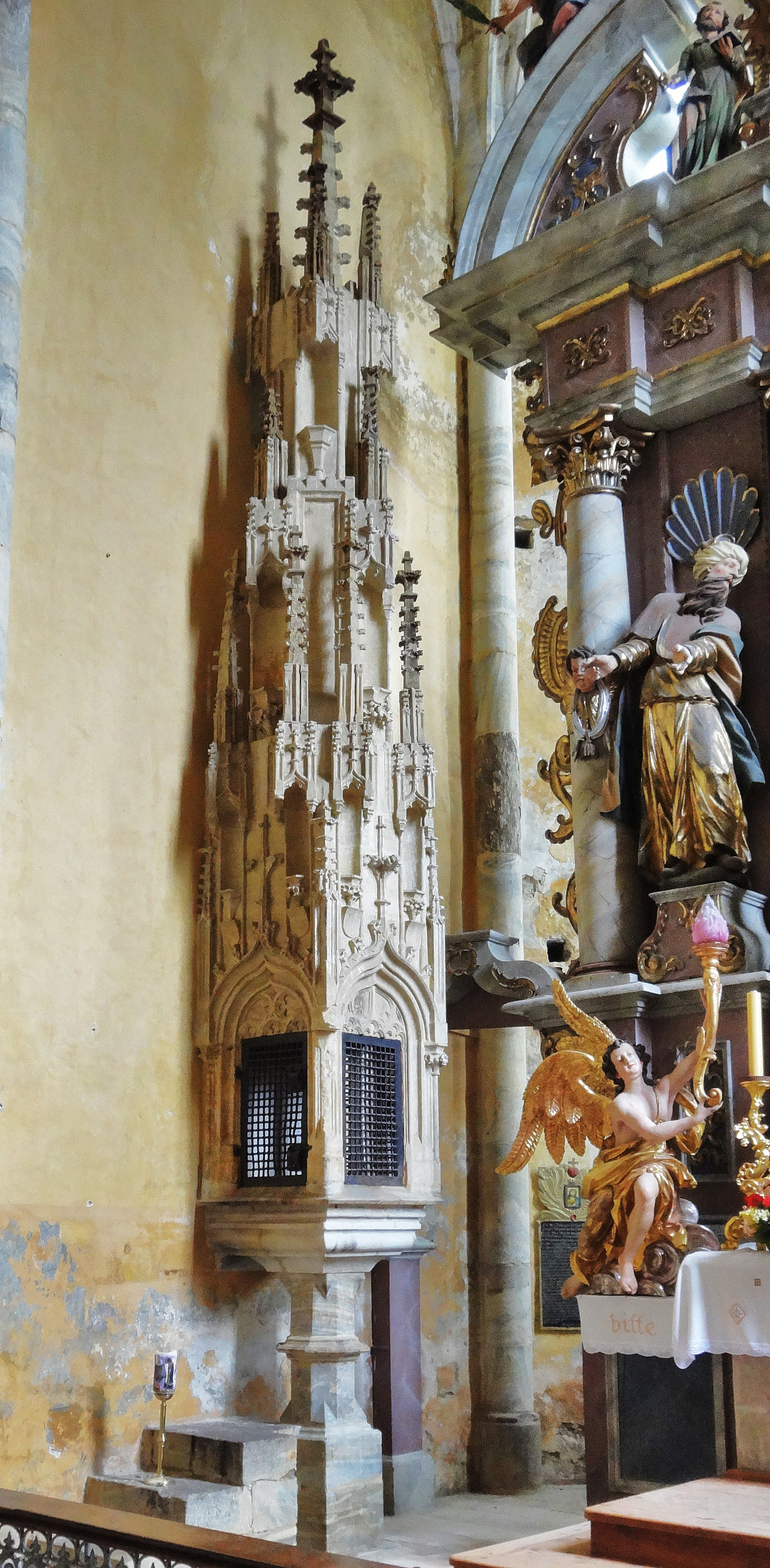
Das gotische Sakramentshaus, rechts im Bild der hl. Joachim des Hochaltars
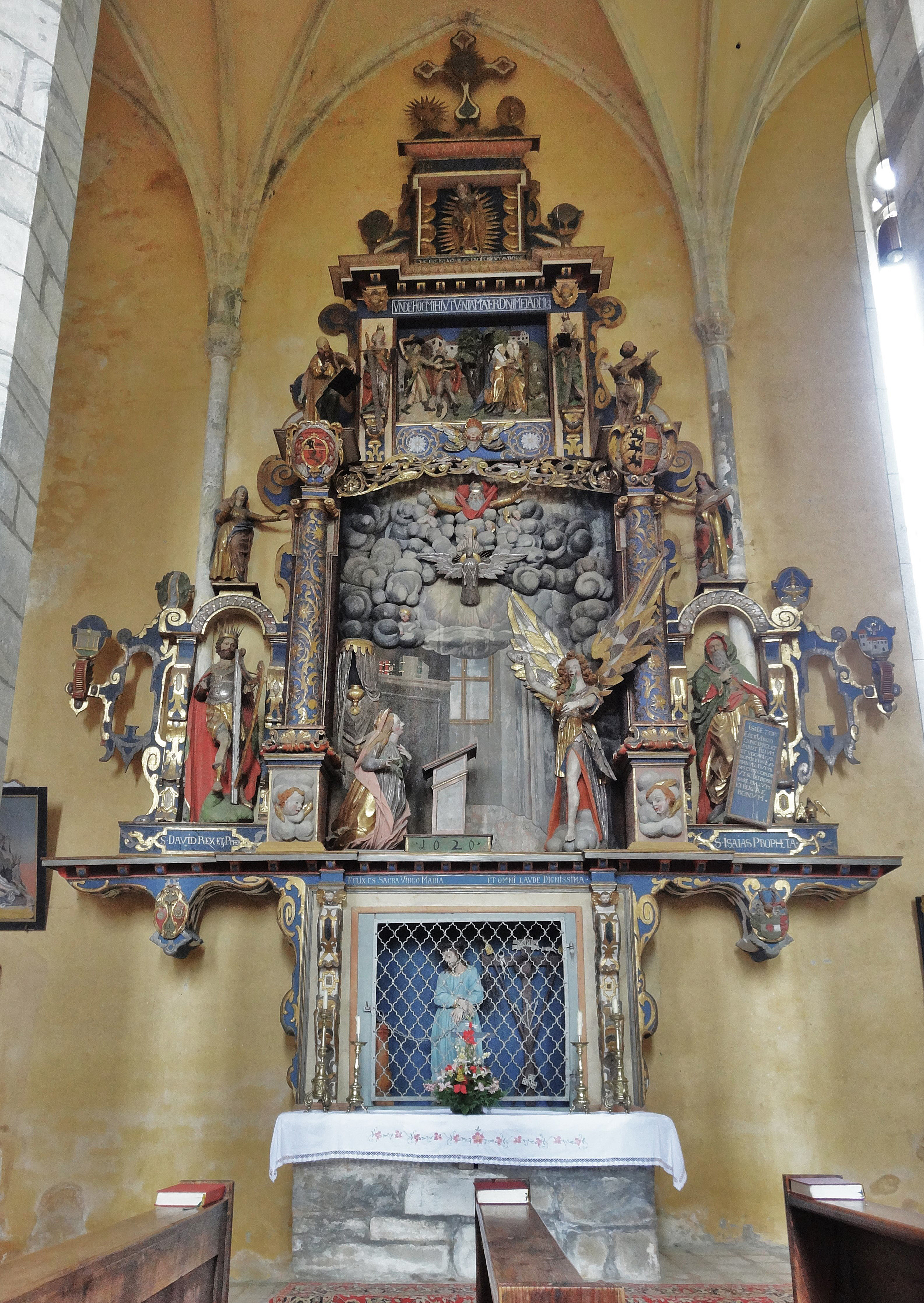
Der Seitenaltar Mariä Verkündigung, sogenannter „Landschaftsaltar“
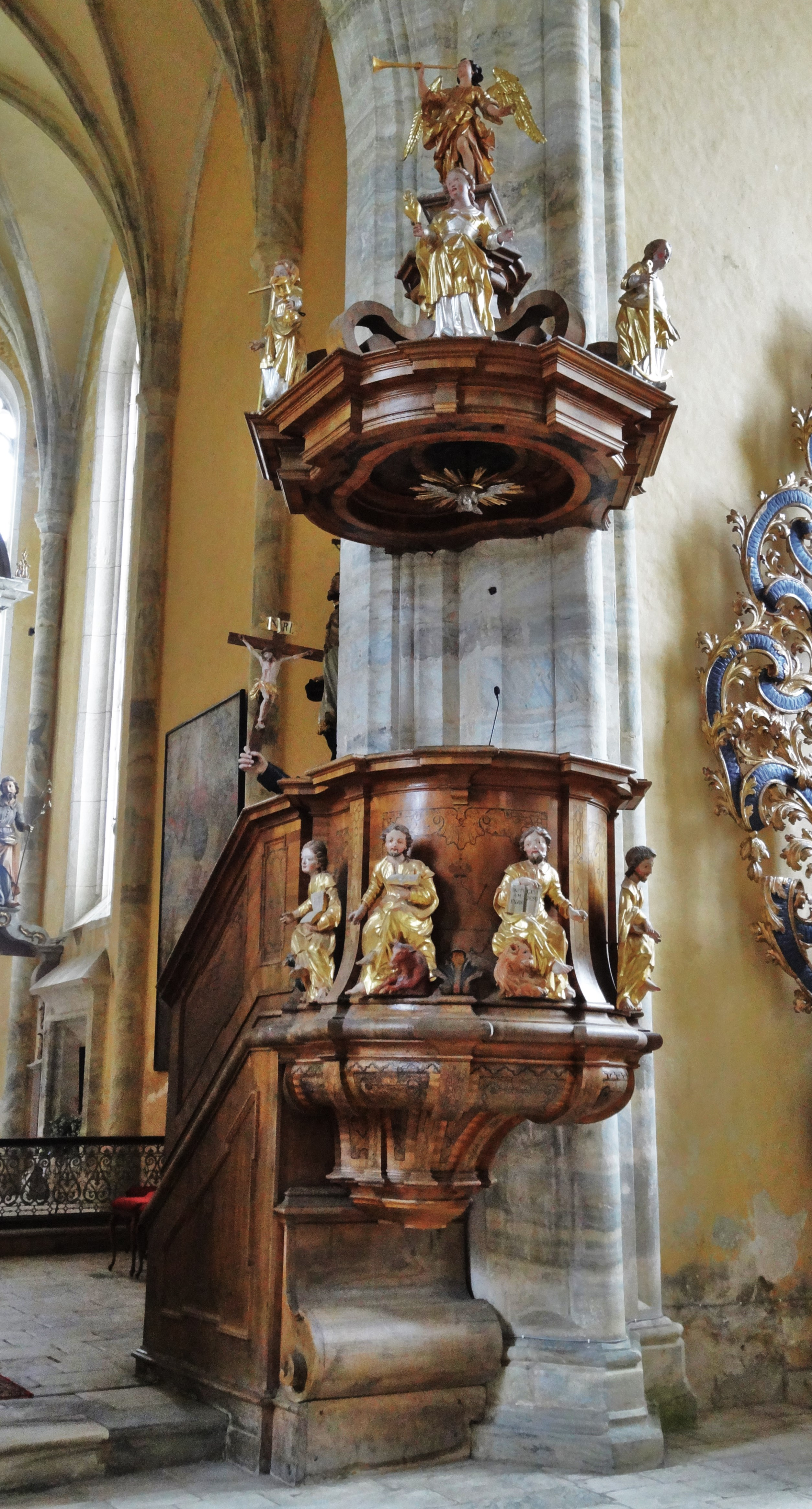
Die Kanzel
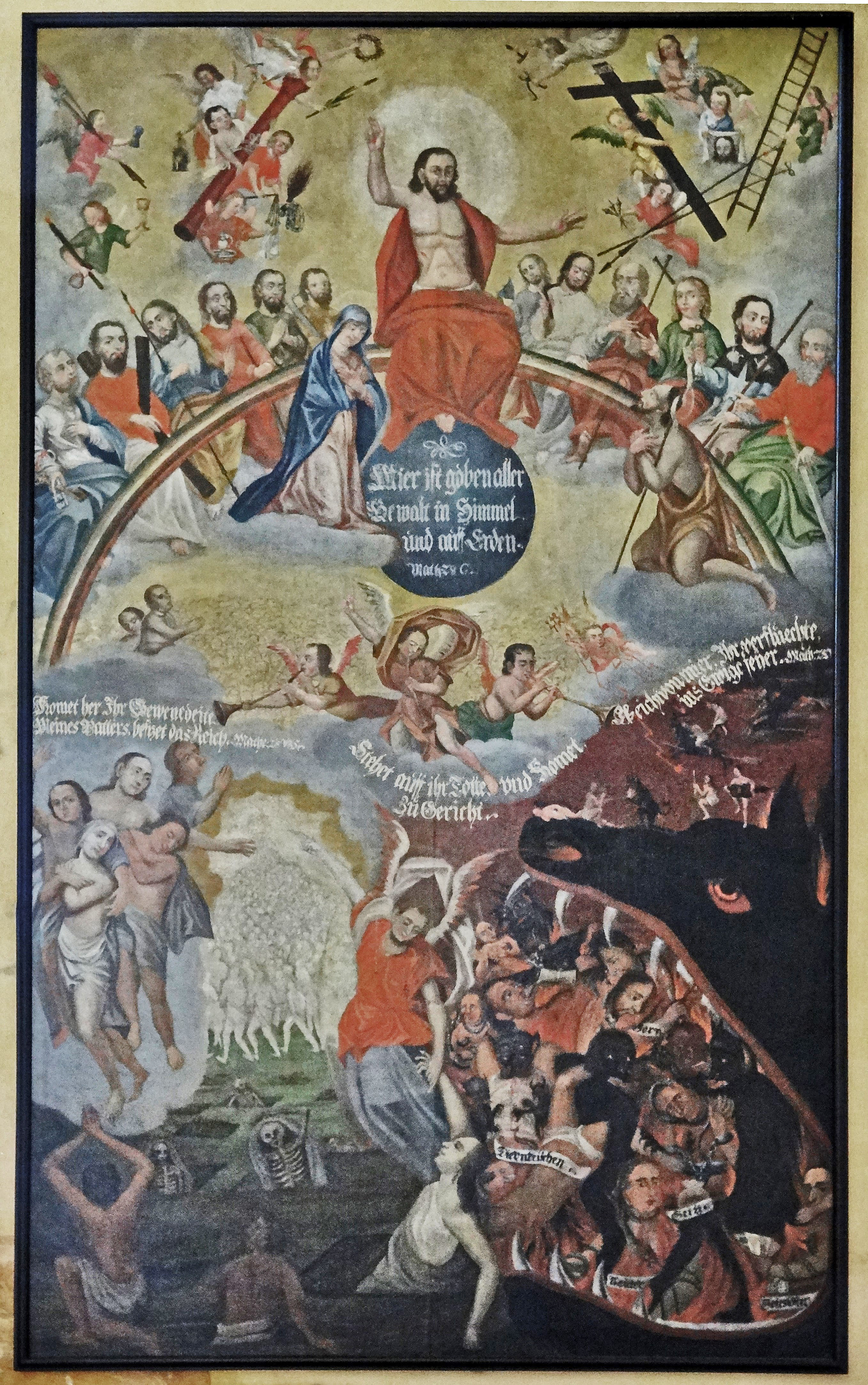
Gemälde des Jüngsten Gerichts
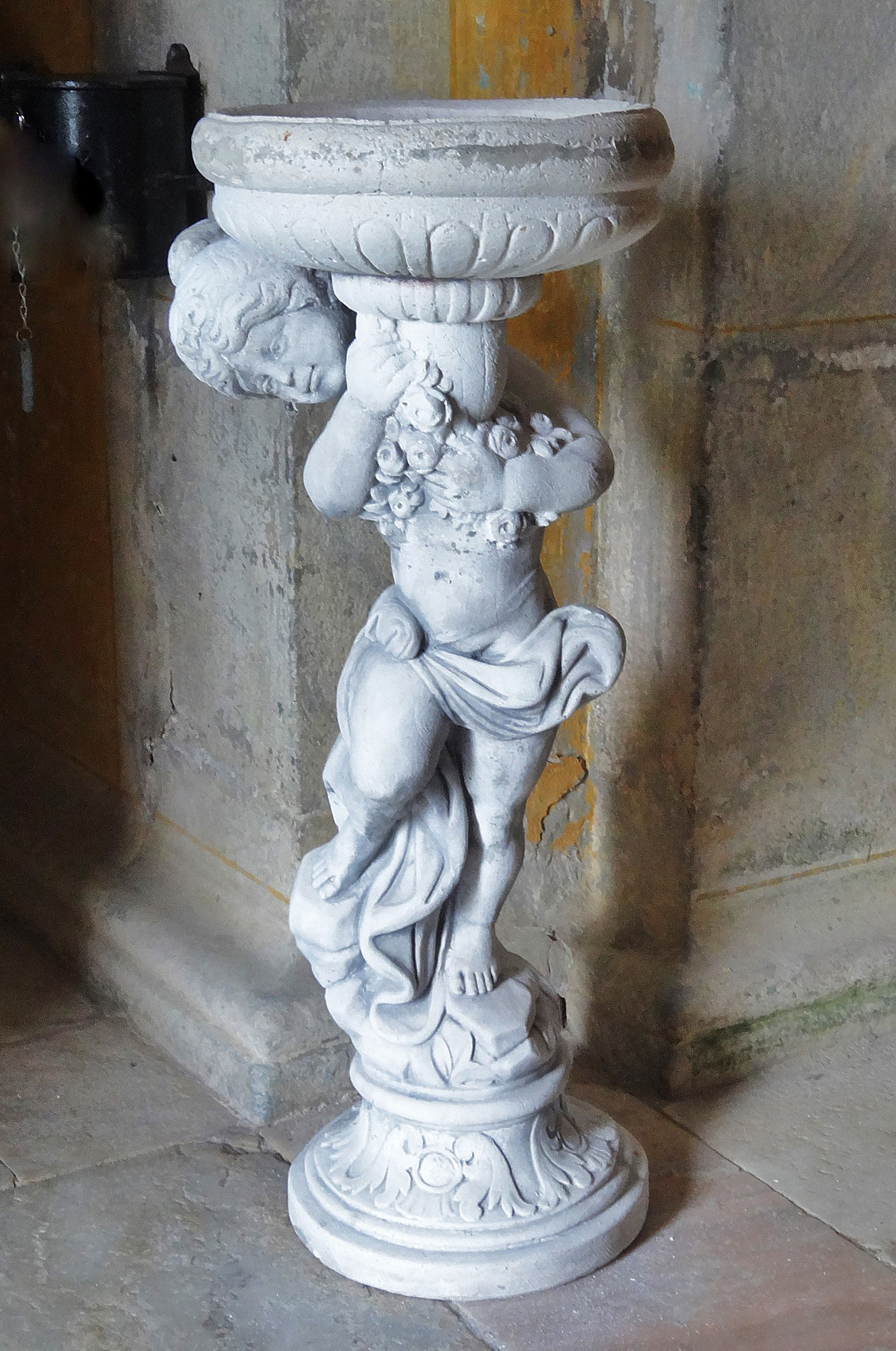
Rokoko-Weihwasserbecken im Vorraum

## Karner
Der gotische Karner stammt aus dem Jahre 1535. Das Innere zieren Freskomalereien. Die Fresken der Außenwand, darunter eine Sonnenuhr, sind nur mehr als Reste vorhanden.

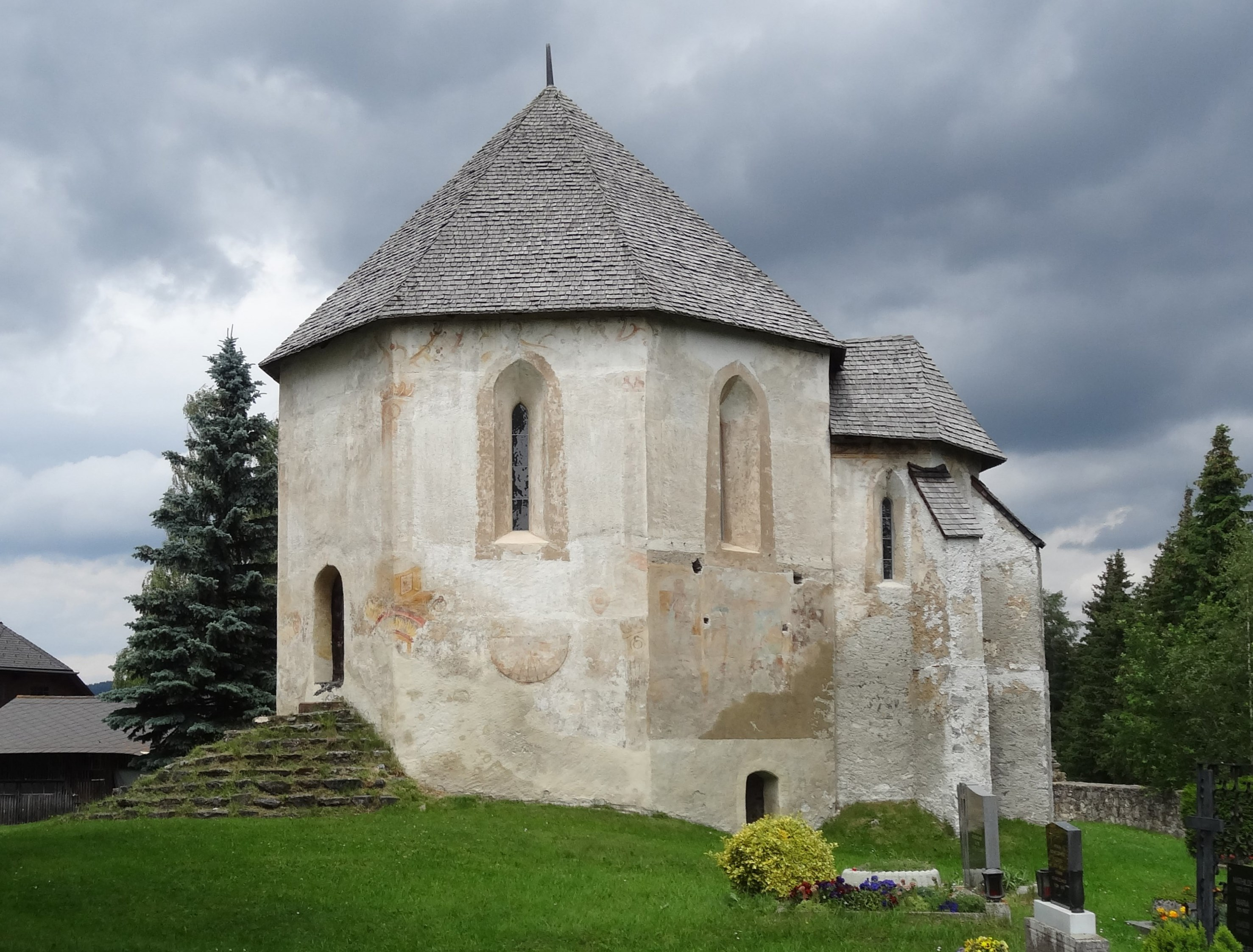
Der Karner
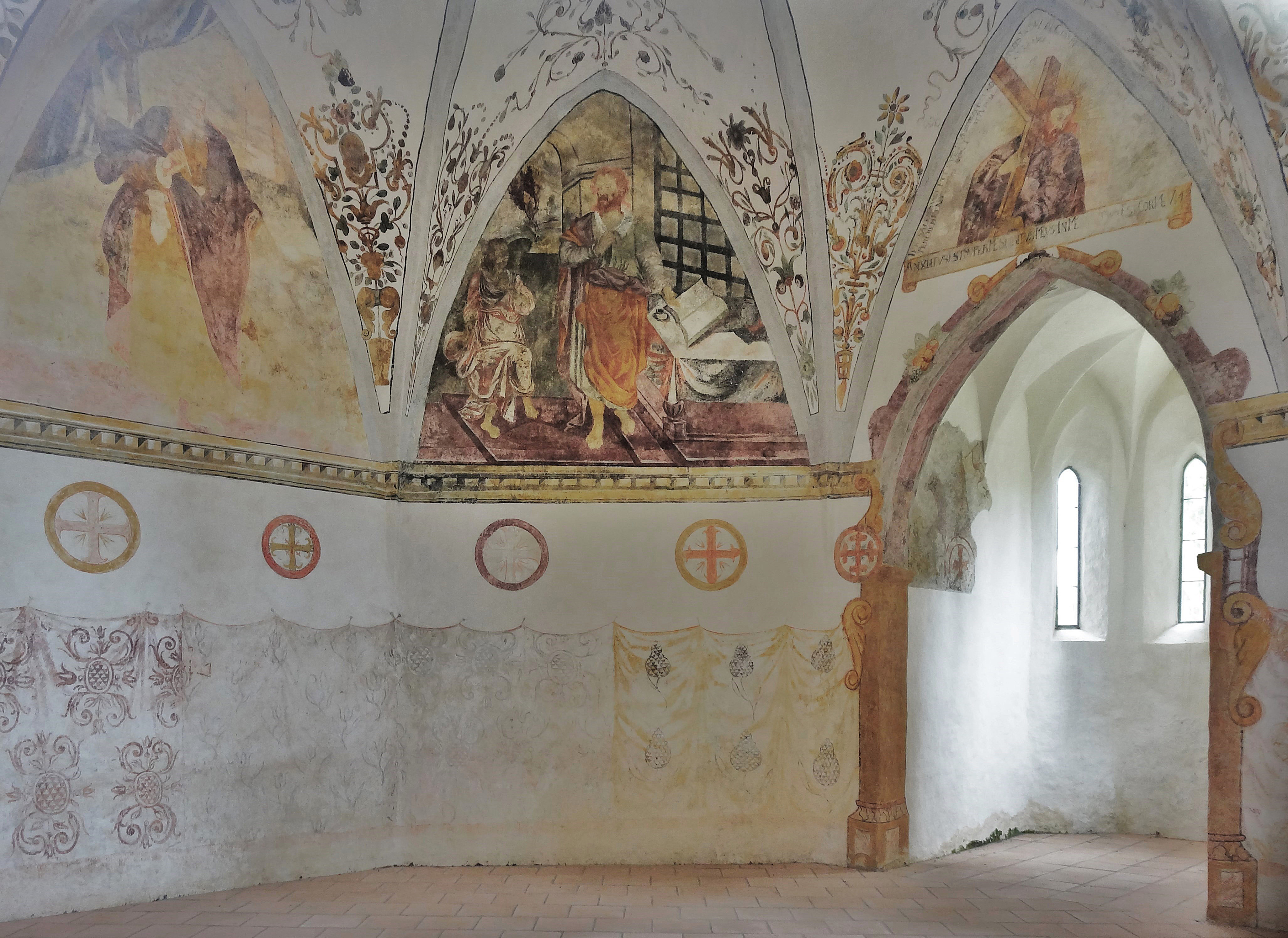
Innenansicht des Karners